# 去特若尸逐就單于
去特若尸逐就單于（?—?），挛鞮氏，名休利，南匈奴第十三任單于，為湖斜尸逐侯鞮單于之子，烏稽侯尸逐鞮單于拔之弟，128年單于拔死後由他繼位。
133年，他派遣骨都侯夫沈与汉军出塞击破鲜卑，斩获甚众，夫沈以功受赐金印。140年夏，南匈奴左部句龙王吾斯、车纽等叛汉，率三千余骑寇西河，杀朔方、代郡长史。单于脱帽避帐向汉朝谢罪，受命招降叛者。五月，五原太守、护匈奴中郎将陳龜以单于不能制下，逼迫去特若尸逐就單于自杀，利休與其弟左賢王同時自殺。此后，南匈奴单于位一度虚悬。

## 文獻
- 《後漢書·南匈奴列傳》

| 前任： 兄烏稽侯尸逐鞮單于 | 南匈奴單于 128年─140年 | 繼任： 車鈕單于 呼蘭若尸逐就單于 |